# Eikenbladrolkever
De eikenbladrolkever (Attelabus nitens) is een keversoort uit de familie bladrolkevers (Attelabidae). De wetenschappelijke naam van de soort werd in 1763 gepubliceerd door Giovanni Antonio Scopoli.